# أندريس فيليبي أربوليدا
أندريس فيليبي أربوليدا (بالإسبانية: Andrés Felipe Arboleda)‏ (13 أبريل 1987 في كولومبيا - ) هو لاعب كرة قدم كولومبي في مركز الوسط. لعب مع خاخواريس دي كوردوبا.

## وصلات خارجية
- أندريس فيليبي أربوليدا على موقع قاعدة بيانات كرة القدم.إي يو (الإنجليزية)